# Сара Џејн Смит
Сара Џејн Смит (енгл. Sarah Jane Smith) измишљени је лик у британској научнофантастичној телевизијској серији Доктор Ху и две њене спиноф серије. Сара Џејн је упорна истраживачка новинарка која се први пут сусреће са ванземаљским путником кроз време Доктором док покушава да открије причу о строго тајном истраживачком објекту, а затим постаје његова сапутница у низу пустоловина кроз простор и време. Након путовања са Доктором у четири сезоне серије, они се изненада разилазе, а након тога она наставља да истражује чудна дешавања на Земљи. Временом, Сара Џејн се етаблирала као посвећена бранитељка Земље од ванземаљских инвазија и других претњи, повремено се уједињујући са Доктором током сопствених пустоловина, настављајући да ради као слободна истраживачка новинарка.
Сара Џејн је једна од Докторових сапутница са најдужим стажом, појавивши се у 18 прича (80 епизода) са Трећом и Четвртом инкарнацијом Доктора, на програму од 1973. до 1976. (сезоне 11–14). Она и роботски пас К9 појављују се у телевизијској пилот епизоди за серију К9 и друштво из 1981. године. Вратила се у причи Пет Доктора (1983) поводом 20. годишњице серије, са Петим Доктором, као и у причи поводом 30. годишњице, Величине у времену (1993), а затим је играла у две BBC радио серијала са Трећим Доктором (Рај смрти и Духови Н-свемира), и глумила је у низу спиноф аудио драма под називом Сара Џејн Смит за независну продукцијску кућу Big Finish. Након телевизијског оживљавања серије 2005. године, појављује се у неколико епизода са Десетим Доктором, да би постала централни лик сопствене серије Авантуре Саре Џејн од 2007. до 2011. године, у којој су се појавили и Десети и Једанаести Доктор.
У априлу 2020. године, бивши шоуранер Доктора Хуа, Расел Т. Дејвис, објавио је епилог приче о Сари Џејн на годишњицу Слејденине смрти са појединостима о различитим ликовима који су били на Сариној сахрани.

## Избор глумице
Продуцент Доктора Хуа Бери Летс понудио је улогу Саре Џејн глумици Ејприл Вокер која је прихватила улогу и прописно је уговорила са ББЦ-ом. Током проба за Временског ратника, Џону Пертвију и Летсу је постало јасно да две главне улоге имају мали однос и да су физички неусклађене (тврдило се да је Пертви захтевао да се та улога преправи јер је Вокерова био превисока). Летс је стога ослободиу Вокерову од њеног уговора (иако је и даље у потпуности плаћена за 11. сезону). Иако се обавезала да неће говорити о том питању у свом споразуму о ослобађању, Вокерова је почела да разговара о околностима које су пратиле њен избор деценијама касније. Пошто је дала неколико писаних изјава фанзинима, у мају 2020. Вокерова је дала изјаву на телевизији за 'Врменско-просторни визуализетор' дајући много више појединости о околностима, међу којима и откривање каснијег рада заједно са Пертвијем. Вокерова је признала да му је, иако је разумела његово размишљање, рекла да му никада неће опростити оно што је урадио. Летс је започео другу групу аудиција и видео Елизабет Слејден по препоруци колеге продуцента са ББЦ-а Била Слејтера који је недавно два пута гледао глумицу у одвојеним епизодама З-кола. Слејденова је обавила аудицију заједно са глумцем Стивеном Торном и пошто је задивила Летса, договорила је да се састане са Пертвијем пре него што су донете било какве одлуке. Пертви је стао иза Слејденове и показао 'палцем нагоре' Летсу који јој је потом понудио улогу.

## Појављивање

### Телевизија

#### 1973–1976, 1981, 1983: увод и класични ток
Сара Џејн се први пут појављује у серијалу Трећег Доктора Временски ратник (1973–1974) где је успела да се убаци у строго тајно истраживачко постројење представљајући се као своја стрина Лавинија Смит, позната вирусологиња. Представљена као ватрена феминисткиња, Сара Џејн се ушуњала на ТАРДИС и била уплетена у битку против паравојних ванземаљаца Сонтаранаца у средњем веку који су отимали научнике из данашњих дана. Након тога, она прати Доктора (Џон Пертви) на неколико путовања у ТАРДИС-у, а такође у неколико наврата помаже Обавештајној јединици Уједињених нација коју води бригадир Летбриџ-Стјуарт (Николас Кортни). Након Пертвијевог одласка, Слејденова остаје након завршнице 11. сезоне Планета паука (1974) у којој се Доктор регенерише по трећи пут. У узастопним серијалима 12. сезоне из 1975. Сонтарански оглед, Постање Далека и Освета Киберљуди, Сара и пратилац Хари Саливен (Ијан Мартер) суочавају се са три иконска бића серије, Сонтаранцима, Далецима и Киберљудима. У Постању, Сара је присутна на стварању Далека и упознаје њиховог творца Давроса (Мајкл Вишер). Сара Џејн одлази у серијалу 14. сезоне Рука страха (1976) пошто је Доктор добио позив на своју матичну планету Галифреј. Слејденова је описала Сару као „мали цртани лик. Сваке недеље је некада било, 'Да Докторе, не Докторе'..."
Након свог мандата као пратиоца, Слејденова је поновила улогу Саре Џејн у пробној епизоди за Земљину огранак серију К9 и друштво 1981. У пробној епизоди, под називом „Девојчин најбољи пријатељ“, Сара Џејн добија робота пса К9 Марк III (Џон Лисон) на поклон за Божић од Доктора. Пробна епизода није довела до серије, али се лик поново појавио у Доктору Хуу у причи о двадесетој годишњици Пет Доктора из 1983. године у којој је временски председник Боруса (Филип Летам) превози на Галифреј да учествује у игри Расилона у Области смрти коју је осмислио оснивач Временски господар Расилон (Ричард Метјус). Овде се Сара поново уједињује са Трећим Доктором, а такође упознаје Првог, Другог и Петог. Пет Доктора показује да Сара Џејн још увек поседује и ради са К9. Лик се појавио у специјалу За децу у невољи из 1993. (унакрсна епизода са дугогодишњим британском сапуницом Источњаци) Величине у времену у којој су различити Доктори и пратиоци телепортовани на Албертов трг као део завере Рани (Кејт О' Мара). Иако се Слејденова више није званично појављивала на телевизији у Доктору Хуу до 2006. године, у том интервалу глумица је поновила своју улогу Саре Џејн два пута на ББЦ радију са Џоном Пертвијем, у низу аудио драма "Big Finish"-а и у незваничној режији у филму Застој (1995) заједно са бригадиром, сапутницом Другог Доктора Викторијом Вотерфилд (Дебора Вотлинг) и Лисоном у реткој улози на екрану.

### 2006−2011, 2020, 2023: Оживљена серија и спиноф
Када је Расел Т. Дејвис оживео серију Доктор Ху 2005. године, Слејденова се вратила у епизоди „Школски сусрет” (2006) током 2. серијала. У тој епизоди, поново се појављује Сара Џејн која још увек ради заједно са К9 од Пет Доктора, када је наишла на Десетог Доктора (Дејвид Тенант) док су обоје истраживали тајанствене догађаје у школи коју води директор Финч (Ентони Хед). Експозиција у епизоди открива да је, пошто је годинама чекала да јој се Доктор врати, Сара Џејн претпоставила да је умро, иако је касније посумњала у његову умешаност када је била сведок свемирског брода ванземаљаца изнад Лондона у божићном специјалу серије „Божићна инвазија”. Упознавши Сару Џејн, тренутна сапутница Роуз (Били Пајпер) размишља о својој будућности после Доктора. Иако К9 Марк III и даље помаже Сари Џејн, он је пропао. Пошто се К9 Марк III жртвовао да би спасао Сару Џејн и Доктора, Доктор оставља Сари Џејн нови модел К9, К9 Марк IV, и слуша њен савет позивајући Роузиног дечка Микија Смита (Ноел Кларк) на ТАРДИС као свог другог сапутника. Успех „Школског сусрета” довео је до развоја Авантура Саре Џејн, са Слејденовом у насловној улози, коју је продуцирао BBC Wales за CBBC.
У Авантурама Саре Џејн, Сара Џејн истражује активности ванземаљаца тајно из своје куће у Банерман Роуду у Илингу, возећи смарагдно зелени Нисан Фигаро и уз помоћ свог разумног суперрачунара Господина Смита (глас комичара Александра Армстронга), као и скенера активности ванземаљаца и соничног ружа за усне. У посебној премијерној епизоди „Инвазија Бејна” (2007), Сара Џејн усваја сина: творевину Бејна, генетски архетип и дечака генија Лука Смита (Томи Најт) и спријатељује се са својом комшиницом Маријом Џексон (Јасмин Пејџ) током истраге вође Бејна, госпође Вормвуд (Саманта Бонд). Сара Џејн примећује да од када их је упознала више није задовољна да живи сама. Она открива да се никада није удала након растанка од Четвртог Доктора са којим нико никада није могао да се упореди. Негде између „Школског сусрета” и „Инвазије Бејна”, К9 је оставио Сару Џејн да затвори црну рупу, повремено пролазећи довољно близу да је контактира. Због истовременог развоја телевизијске серије К9, на коју творац Боб Бејкер поседује права, К9 се појављује само у две епизоде првог серијала. У првом серијалу, Сара Џејн учи како да буде мајка Луку, истовремено јачајући пријатељство са комшиницом тинејџерком Маријом, особом којој „највише верује”. Заједно са Луком и његовим пријатељом Клајдом Лангером (Данијел Ентони) они побеђују и одбијају разне претње савременој Земљи. Међу овим претњама, први серијал уводи и лик Шаљивџије (Пол Марк Дејвис), космичко биће које мења временску линију како би изазвало хаос и уништење. Он постаје стални противник Саре Џејн. Сара Џејн проналази новог непријатеља у једном од Слитинаца, члана породице ванземаљаца злочинаца који су првобитно виђени у Доктору Хуу, и савезника научнице за истраживање ванземаљаца професорке Риверс (Флоела Бенџамин). Сцене путовања кроз време такође приказују 13-годишњу Сару Џејн (Џесика Ешворт) за коју је смрт њене најбоље пријатељице Андрее Јејтс (Џејн Ашер) дала Сари Џејн њену решеност да се бори против губитка живота.
Сара Џејн се затим поново појављује у Доктору Хуу у завршним епизодама четвртог серијала из два дела „Украдена земља” и „Крај путовања” (2008) које се укрштају и са Торчвудом и са Авантурама Саре Џејн. Када су Далеци покренули инвазију на Земљу, Сара Џејн је позвана заједно са службеницом UNIT-а Мартом Џоунс (Фрима Еџимен) и вођом Торчвуда капетаном Џеком Харкнесом (Џон Бароуман) од стране бивше премијерке Харијет Џоунс (Пенелопи Вилтон) да помогне Доктору да спасе универзум. На броду Далека, Даврос (Џулијан Блич) препознаје Сару Џејн из њиховог сусрета у епизоди класичне серије, Постање Далека. У другом серијалу Авантура Саре Џејн (2008), Марија се сели у Америку у Последњем Сонтаранцу, а Сара Џејн се спријатељује са новом комшиницом Рани Чандром (Анђли Мохиндра) у Дану кловна. Иста епизода садржи флешбекове из прошлости на детињство Саре Џејн (Џесика Могриџ) у кући њене стрине Лавиније. У Искушењу Саре Џејн Смит, Сара Џејн спашава животе својих родитеља Едија (Кристофер Пизи) и Барбаре (Розана Лавел) 1951. године. На тај начин она игра на руку Шаљивџије, стварајући постапокалиптични алтернативни универзум у данашње време. Међутим, сазнавши за ово, њени родитељи бирају да умру, постајући јунаци да би обновили временску линију. У завршници другог серијала, Непријатељ Бејна, стари пријатељ Саре Џејн, бригадир Летбриџ-Стјуарт (Николас Кортни) из UNIT-а помаже јој против уједињених противника госпође Вормвуда и сонтараначког команданта Каа (Ентони О'Донел). Сара Џејн се осећа угрожено на личном нивоу због тврдње госпође Вормвуд да је Лукова мајка као његова творкиња. Слејденова има местимично мало времена на екрану у серијалу Ознака Берсеркера због узастопних снимања. Иако се К9 не појављује у другом серијалу, чини се да помаже Сари Џејн против посланика Ранијуса (Рони Корбет) у мини епизоди снимљеној за Comic Relief 2009. године.
У трећем серијалу (2009), Сара Џејн добија новог непријатеља у ванземаљцу Андроваксу који краде тело (Марк Голдторп), као и млаког савезника у облику међупланетарне полиције Џадуна (из Доктора Хуа). У другом дводелном делу, Сара Џејн је успела да опорави К9 са пуним радним временом (што одражава стварни уговор склопљен са творцима дечије серије К9). У укрштању са родитељском серијом, Сара Џејн открива своју намеру да се уда за свог тајног вереника, заступника Питера Далтона, у Венчању Саре Џејн Смит. Међутим, показало се да је Далтонова умешаност у живот Саре Џејн заправо Шаљивџијин план. Доктор прекида венчање да би осујетио Шаљивџијину заверу да натера Сару Џејн да одустане од лова на ванземаљце и објашњава Сари Џејн да је Шаљивџија моћан члан екстрадимензионалног такозваног Пантеона раздора. Серијал појашњава да Сара Џејн дугује своје независно богатство опоруци своје стрине Лавиније. У дводелној Мона Лизиној освети, Сара Џејн и Лук имају своју прву свађу док он напредује у адолесценцију; свађају се око чистоће Лукове собе. У завршници серијала Поклон, иако нерадо користи оружје или наноси штету, када се Лук први пут смртно разболео због махинација Блатерина и Слитинаца, Сара Џејн узима оружје да се суочи са њима. У закључку епизоде, на жалост, она је приморана да их побије користећи господина Смита.
Сара Џејн се следеће појављује у дводелној завршници Десетог Доктора „Крај времена” 2010. године. Пошто полако умире од тровања зрачењем, Доктор на време посећује своје блиске пријатеље и бивше сапутнике. Доктор спашава Луку живот од кола на Банерман роуду (интерна шала Расела Т. Дејвиса који коментарише неуспех глумаца да погледају да ли има кола пре него што пређу улицу јер је саобраћај увек заустављен за њих, нешто за шта он верује да је посебно важно у дечјим серијама) и тихо се опрашта од Лука и Саре Џејн.
У четвртом серијалу (2010) Авантура Саре Џејн, Сара Џејн испраћа Лука на универзитет у првом дводелном делу серијала, али наставља своје пустоловине заједно са Рани и Клајдом. Трио се сусреће са Једанаестим Доктором (Мет Смит), као и непосредном претходницом Саре Џејн као Докторовом сапутницом Џо Грант (Кети Менинг) у Смрти Доктора. Ванземаљци познати као Шаншети лажирају Докторову смрт као део завере да добију приступ ТАРДИС-у користећи сећања Џо и Саре Џејн. У Празној планети, заједно са остатком становништва, Сара Џејн тајанствено нестаје, остављајући Рани и Клајда да истражују без ње. У серијали Изгубљени у времену, Сару Џејн је послао у прошлост на задатак тајанствени трговац (Сирил Нри). Сара Џејн је убеђена да се повуче због ванземаљске завере у завршници серијала, добијајући новог непријатеља и двојницу у Руби Вајт (Џули Грејем). Она је спашена од Руби када се Лук врати са универзитета да би је спасио.
Слејденина смрт окончала је серију усред њеног петог серијала који је емитован 2011. године. У својој премијерној причи, Сара Џејн усваја ново дете у облику Скај Смит (Синејд Мајкл), генетски измењене ванземаљске девојчице са способностима које се односе на електромагнетизам. Трговац је организовао њихов сусрет, али одбија да Сари Џејн објасни своје побуде. Последње емитовање Саре Џејн долази у завршници петог серијала Човек који није ни постојао. Последња прича завршава се кратком монтажом архивских снимака и звучних записа који прослављају пут Саре Џејн од усамљене истражитељке до мајке двоје деце окружене пријатељима. Серија се завршава последњим натписом: „И прича се наставља... заувек.”
Глумци и сценаристи Авантура Саре Џејн произвели су посебан епилог 2020. за веб-кастинг са мешавином приповеданих и одглумљених елемената под називом "Збогом, Саро Џејн". У причи, пријатељи Саре Џејн и многи досадашњи сапутници Доктора враћају се у Лондон да присуствују њеној сахрани.
У специјалу поводом 60. годишњице „Кикот” потврђено је да је лик Саре Џејн Смит преминуо. У тој рпизоди, новогенерисани Петнаести Доктор се присећа са Четрнаестим о свим губицима које су претрпели до тог тренутка у својим животима. Међу поменутим именима и догађајима, Петнаести Доктор помиње да је Сара Џејн отишла и оба Доктора јој изражавају љубав.

### Књижевност
Сара Џејн се појављује у неколико романа и кратких прича о Доктору Хуу, посебно у романима Пустоловина Осмог Доктора МЕшање: Кљига прва и Мешање: Књига друга аутора Лоренса Мајлса и у роману Ранијих Докторових пустоловина Време метка Дејвида А. Мекинтија, а све се дешава након што она престане да путује са Доктором. Она се појављује у Рату Харија Саливена Ијана Мартера који су објавио "Мета књиге". Мартер је играо пратиоца Харија Саливена у седам телевизијских серијала. Различити прикази живота Саре Џејн су дати у литератури Доктор Ху. Роман Мешање и Божић на разумној планети Нових невиних пустоловина, такође Мајлса, указује да се Сара Џејн удала за извесног Пола Морлија негде између 1996. и 1998. и узела његово презиме. У краткој причи „Лили“ Џеки Маршал, у кратким путовањима: Божићна ризница "Big Finish"-а, Пети Доктор посећује старију Сару Џејн која има ћерку Лорен и аутистичну унуку Лили. Лоренин отац се зове Вил. У Ранијим Докторовим пустоловинама Метак времена, Сара Џејн је очигледно убијена - иако је прича двосмислена о томе да ли је она заиста умрла - 1997. године када се жртвовала како не би могла да буде искоришћена као талац да спречи Седмог Доктора да предузме акцију за помоћ ванземаљском броду који бежи, што је у супротности са њеним другим огранак појавама. Међутим, радња романа се одвија у току приче у којој непријатељи Доктора покушавају да елиминишу његове пратиоце са временске линије (откривено у каснијем роману Понекад никад...), а смрт Саре Џејн је можда била преокренута када су ти непријатељи поражени. У сваком случају, друге приче су је приказале живом после 1997. Сара Џејн се помиње у прологу романа издаваштва "Невиност" Моћ Далека Џона Пила. Откривено је да је Сара Џејн радила као званична хроничарка UNIT-а и да је „1996.“ извештавала о последицама неуспелог покушаја Киберљуди да испразне Земљу од њене енергије и технологије која је остала иза њих (Десета планета чија је радња заправо постављена у 1986).
Приче написане као чланци из свемира у Часопису Доктор Ху у зимском специјалу 1991. (са поднасловом "UNIT откривен"), дале су изјаве о животу Саре Џејн пошто је напустила Четвртог Доктора. Написала је историју UNIT-а у Борби за човечанство („тешко проверена и очигледно подвргнута значајној цензури“), као и низ научнофантастичних романа. У њима је био ванземаљац по имену Доктор и његова сапутница Никола Џоунс који су се често сретали са СИМ-ом (Светска истраживачка мрежа) којом је командовао генерал Лутвиџ-Даглас. Међу насолвима су били: Дан диносауруса, Сатечки разарач и Чудовиште из Северног мора.
Још један чланак о универзуму написао је Кевин В. Паркер, а то је Одметнута извештачица који је био животопис Саре Џејн од њеног детињства до почетка 1990-их. Одрасла је са својом стрином Лавинијом пошто су јој родитељи погинули у саобраћајној несрећи. Ишла је у школу за девојчице "Катерхам" и на Универзитет у Нотингему. Била је верена за Ендруа Лофтса, амбициозног телевизијског новинара, али веза није потрајала. Завршила је рад са UNIT-ом. Њене тачне дужности никада нису описане. У пролеће 1981. напустила је UNIT пошто је примљена у болницу због несреће у каменолому. Након тога је развила романтичну везу са Харијем Саливеном. Растали су се пријатељски, још увек су били веома наклоњени једно другом и још увек су били блиски пријатељи, чак и до тренутка када је чланак објављен. Написала је научнофантастичне романе Светски рат Скара и Чудовиште на крају свемира који су доспели на списак бестселера Времена и Новојоршког времена.
Иако још увек нема изворних романа о Пустоловинама Саре Џејн, многе телевизијске епизоде су написане.

### Аудио драме
Између 13. и 14. сезоне, Слејденова се појавила као Сара Џејн са Томом Бејкером као Четвртим Доктором у аудио драми Пекатонци коју је издао музички студио "Дека Д.О.О." 1976. Такође се појавила са Бејкером у „Времеплову“, трећој епизоди серије Истраживање Земље ББЦ Радија 4 емитованој 4. октобра 1976. Такође 1976. појавила се као Сара Џејн заједно са Доктором Тома Бејкера у првом аудио огранку ББЦ Забаве серије: касета и ЛП издање скраћене варијанте Постања Далека коју је испричао Бејкер. Сара Џејн (коју глуми Слејденова) појавила се у две драме ББЦ Радија са Џоном Пертвијем у улози Доктора 1990-их: Рај смрти и Духови Н-простора.
Она се такође појављује, а глас јој даје Слејденова, у сопственој палети аудио драма "Big Finish"-а која се састоји од девет прича објављених између 2002. и 2006. Овај серијал је дошао до неочекиваног краја када је лик добио сопствену телевизијску серију Пустоловине Саре Џејн, (детаљи горе). Постоје лабаве алузије на аудио серију у телевизијској серији, укључујући власништво Саре Џејн над Фолксвагеном.
Сара Џејн се појављује у две аудио приче засноване на Пустоловинама Саре Џејн, објављене у новембру 2007. на ЦД-у: Светлуцава олуја Стивена Кола и Тринаести камен Џастина Ричардса, при чему је обе приче прочитала звезда серије Елизабет Слејден. Ово је први пут да ББЦ Аудиокњиге наручују нови садржај за искључиво објављивање на звучном запису. Додатни парови аудио прича објављивани су сваке године до 2010. године, а све их је поново читаала Слејденова. Године 2011, две аудио приче су прочитали Данијел Ентони и Анђи Мохиндра.
Слејденина ћерка Сејди Милер преузела је улогу Саре Џејн Смит за аудио драме "Big Finish"-а 2021. године, прво у Повратку Киберљуди у марту, преради изворног сценарија Џерија Дејвиса из 1974. који је на крају снимљен као Освета Киберљуди, са Томом Бејкер као Четвртим Доктором, а затим у Пустоловинама Трећег Доктора у мају са Тимом Трелоаром као Трећим Доктором.
Каноничност појављивања Саре Џејн у аудио драмама је, као и сви огранак медији Доктор Хуа, нејасна, а можда се чак ни не одвијају у истом континуитету као једни друге. На пример, помињање Саре Џејн као удате у романима је у супротности са каснијом аудио драмом Саре Џејн Смит „Земља снова“ и епизодом „Најезда Бејна“ у Пустоловинама Саре Џејн.

## Прије, утицај и наслеђе
Сара Џејн Смит је стално бирана за најпопуларнијег пратиоца Доктора Хуа све до појаве нове серије 2005. Чак и у новије време, лик је наставио да се такмичи у популарности са Роуз Тајлер, Доном Нобл и Ејс. Слејдененова је сматрала да је део њене популарности радио заједно са Пертвијем и Бејкером који су били популарни Доктори. Данијел Мартин из Чувара прогласио ју је за најбољу сапутницу 2007. године, написавши да ју је њена „добра природа са хокејашким штаповима“ учинила тако вољеном. Гавин Фулер из Дневног телеграфа је такође рангирао Сару Џејн на прво место, хвалећи Слејденино тумачење и рекавши да је показала „велику одлучност и храброст“.
Године 2012. Тоби Вајтхаус, који је написао повратак Саре Џејн у серију у „Школском сусрету“, рекао је да му је она омиљена сапутница из класичне серије. Што се тиче утицаја лика, рекао је:
"Зато што је била комична сапутница и мислим да је она, више него било која друга пре ње, редефинисала улогу сапутника. И постоје елементи Саре Џејн Смит које можете видети у сваком сапутнику после до Ејми. Она се променила као сапутница од прилично беспомоћне хистеричарке до жестоке, тврдоглаве, једнаке Доктору. И, у то време, знате да је то била прилично необична ствар коју су чинили сапутници или сапутнице. Требало је да играју жртву, мислим да је оно што је Лиз Слејден урадила са тим ликом прилично необично."